# Привид опери (фільм, 2004)
«Привид опери» (англ. The Phantom of the Opera) — американський музичний фільм, знятий Джоелом Шумахером у 2004 році за мюзиклом Ендрю Ллойда-Веббера, який у свою чергу був поставлений за однойменним романом Гастона Леру. Джерард Батлер виконав роль Привида, а Еммі Россум і Патрік Вілсон — ролі Крістіни та Рауля, відповідно. Також в картині зайняті Міранда Річардсон, Мінні Драйвер і Дженніфер Еллісон в ролях другого плану.
Проєкт був розпочатий ще в 1989 році, але зйомки почалися лише в 2002 році, оскільки Ллойд Веббер і Джоель Шумахер ніяк не могли поєднати свої робочі графіки. Зйомки проходили на студії «Pinewood», у той час як «натурні» сцени були відтворені за допомогою комп'ютерної графіки і декорацій. Еммі Россум, Патрік Вілсон і Мінні Драйвер раніше професійно займалися співом, а Джерард Батлер брав уроки вокалу. Загальні світові збори картини склали близько $ 158 000 000, а відгуки вийшли змішані. Основна критика була на адресу режисури та сценарію, але робота акторів і художників картини оцінена високо.

## Сюжет
Основна дія перемежовується інтерлюдіями, які дають зрозуміти, що дія відбувається в спогадах героїв.
2 липня 1870. У паризькому театрі «Опера Популер», щойно придбаному двома діячами, скандал. У театрі часто відбуваються нещасні випадки, які чутки пов'язують з якимось Привидом опери. Примадонна опери, італійка Карлотта, відмовляється в таких умовах виконувати свою роль (після того, як на неї падає декорація), і її замінюють на нікому невідому хористку Христину Дайе. Одночасно Фірміні і Андре, нові господарі театру, отримують від Привида лист, де він диктує їм свої умови.
Виступ Христини має приголомшливий успіх, миттєво перетворює її на нову зірку опери. Привітати дівчину приходить друг її дитинства, Віконт Рауль, який відчуває до неї теплі почуття. Але Христина приховує від нього, в чому секрет її успіху. Її вчив співу якийсь таємничий учитель, якого вона називає «ангелом музики». Їй здається, що це дух її покійного батька.
Після зустрічі з Раулем в дзеркалі їй являється тінь людини в масці, яка гіпнотизує її своїм голосом і змушує піти за нею в катакомби під театром через таємний прохід за дзеркалом. Це і є «ангел музики», він же «Привид опери». Він у захваті від виступу своєї учениці. Але коли вона знімає з Привида маску, той лютує, хоч і встигає закрити своє обличчя руками.
Тим часом у театрі переполох: Фірміні і Андре в шоці від зникнення своєї нової зірки і від загрозливих листів, які їм надсилає Привид. Інші листи надходять віконту і Карлотті. Одночасно, вони насолоджуються тим, який галас це створює навколо їх театру, залучаючи публіку. В одному з листів Привид вимагає, щоб Христина була призначена на головну роль у новій комедії «Il Muto», Карлотті ж він відводить німу роль пажа. Фірміні гордо відмовляється виконувати його інструкції і розподіляє ролі навпаки.
Під час прем'єри «Il Muto» Привид з'являється в залі, на освітлювальних підмостках, мимохідь убивши освітлювача, який заважав йому. Привид підмінив флакон зі спреєм, ти самим позбавивши Карлотту голосу. Фірміні і Андре змушені прийняти його умови. Але Христина тепер вже не зачарована своїм «ангелом», вона боїться того, хто перетворився на цілеспрямованого вбивцю. Вона благає Рауля про захист, і той клянеться, що завжди буде поруч. Рауль і Христина зізнаються один одному в коханні. Привид, що бачить це, страждає від горя і ревнощів.
Минуло три місяці. «Опера Популер» відкриває новий сезон, а про Привида опери весь цей час не чутно. Фірміні, Усі актори дружно святкують на маскараді. У розпал свята в залі з'являється Привид у костюмі Червоної Смерті і оголошує, що написав нову оперу — «Тріумфуючий Дон Жуан» — і «його» театр зобов'язаний її поставити. На головну жіночу роль він знову призначає Христину Дайе. Після цього він ховається через таємний люк в підлозі. Рауль стрибає за ним, але потрапляє в кімнату, повну дзеркал, де він втрачає орієнтацію. Звідти його виводить мадам Жірі. Та розповідає йому дійсну історію Привида. Це був хлопчик-потвора, над яким цигани знущалися і показували в балагані. Нещасний втік, убивши свого мучителя, і Жірі допомогла йому сховатися в катакомбах під оперою, де він і виріс, вбираючи в себе класичну музику. Незабаром він сам проявив талант архітектора і художника, співака, композитора. Однак, понівечений долею, хлопець став жорстоким, ревнивим і цілеспрямованим. Він брав участь у будівництві театру.
Христина таємно їде на кладовище на могилу свого батька, щоб помолитися, але там на неї вже чекає Привид. Той знову починає пригнічувати її своїм голосом. Але в цей момент на кладовищі з'являється Рауль і вступає з Привидом у двобій на шпагах. Рауль міг його вбити, але Христина благає пощадити і відпустити Привида. Розгніваний Привид оголошує війну двом закоханим.
Постановка «Тріумфуючий Дон Жуан» проходить при повному аншлазі. За сценарієм Дон Жуан повинен з'явитися до коханої в масці. Прямо за лаштунками Привид вбиває Пьянджі, актора, що грав Дон Жуана, і займає його місце. Насправді цю арію він писав для себе. Ніхто, крім Христини, не впізнає в Дон Жуані Привида, коли він блискуче виконує партію Дон Жуана, а коли він обіймає Христину в кінці пісні, та зриває з нього маску, оголивши страшне, понівечене обличчя.
Привид біжить геть від розлюченого натовпу, силою ведучи за собою Христину. Мадам Жірі показує Раулю короткий шлях, і йому вдається нагнати втікачів. Привид перемагає Рауля в сутичці і каже, що залишить йому життя, якщо Христина залишиться з Привидом. Христина каже, що він не самотній і цілує його. Вражений до глибини душі Привид відпускає закоханих на свободу, а сам розбиває всі дзеркала в своєму притулку і тікає через таємний хід.
Через 49 років уже старий Рауль купує музичну шкатулку з мавпочкою, що б'є в тарілочки, яка колись належала Привиду, і кладе її біля могили покійної Христини, на якій з потрясінням виявляє квітку і діамантову обручку від Привида. Згодом помирає. Згідно з написом на надгробному камені, Христина одружилася з Раулем, народила дітей і померла за два роки до цих подій.

## В ролях
| Актор             | Роль                  |
| ----------------- | --------------------- |
| Джерард Батлер    | Привид опери          |
| Еммі Россум       | Христин Дайе          |
| Патрік Вілсон     | Віконт Рауль де Шаньї |
| Мінні Драйвер     | Карлотта Гудічеллі    |
| Міранда Річардсон | Мадам Жірі            |
| Дженніфер Еллісон | Мег Жірі              |
| Кіаран Хайндс     | Рішар Фірмін          |
| Кевін МакНеллі    | Джозеф Буке           |

## Виробництво фільму

### Розробка проєкту
Проєкт був готовий до запуску ще на початку 1989 року, і на той момент його головними зірками повинні були стати Майкл Кроуфорд і Сара Брайтман — саме вони і виконували головні ролі на театральних підмостках. Студія «Warner Bros.» віддала Вебберу повний творчий контроль над картиною, а Шумахер, чиї музичні пристрасті в «Зниклих хлопцях» вразили Веббера, був призначений режисером. Одним з можливих кандидатів на режисерське крісло був індієць Шекхар Капур. У тому ж році Шумахер і Веббер написали сценарій картини, і зйомки повинні були початися на студії «Pinewood Studios» в Англії в липні 1990 року з бюджетом $ 25000000. Потім зйомки перенесли на листопад 1990 року на студію «Babelsberg Studios» в Мюнхені і «Barrandov Studios» в Празі. Однак незадовго до початку роботи над проєктом Ендрю Ллойд Веббер розлучився з Сарою Брайтман і проєкт потрапив на запорошені полиці.
«Потім моя кар'єра пішла вгору, і я був постійно зайнятий на зйомках інших картин», — говорить Шумахер. Картина потрапила до виробничого пекла, яке розпочалось на початку 1990 і закінчилось в 2000-х роках. У лютому 1997 року Шумахер знову був готовий знімати картину, але цьому завадив тріумф фільмів «Бетмен», «Вердикт за гроші», «Дівчата мрії». До того часу студія хотіла взяти на роль Привида Джона Траволту або Антоніо Бандераса — останній навіть заспівав арію Привида на спеціальному телевізійному заході «Ендрю Ллойд Веббер: урочистості в Альберт-холі». За довгі тринадцять років, що картина перебувала в розробці, учасниками проєкту відчуло себе досить багато яскравих персоналій, хай і на нетривалий термін. Спеціально для кінокартини Веббер написав близько 15 хвилин нової музики.
Нарешті в грудні 2002 року Шумахер і Веббер повернулися до роботи над «Привидом». У січні 2003 року було оголошено, що компанія Веббера, «Really Useful Group», викупила права на фільм у «Warner Bros.» і почала роботу над незалежним проєктом. Веббер вклав у створення фільму власні кошти у розмірі 6000000 доларів. Бюджет склав $ 55000000, а додаткові $ 15000000 пішли на просування картини. Загальний бюджет дістався позначки $ 70000000. Компанія «Warner Bros.» зайнялася дистрибуцією, але контракт не був підписаний до червня 2003 року, коли були знайдені всі виконавці головних ролей.

### Кастинг
Кастинг акторів проходив у Нью-Йорку. Веббер не брав участь у підборі акторів, але єдиною його умовою було лише те, що актори повинні співати своїми голосами. Першим актором, якого затвердили на роль, став Патрік Вілсон, який раніше брав участь в бродвейських постановках. На роль Привида претендували Джон Траволта і Антоніо Бандерас. Останній навіть брав уроки вокалу спеціально для даної ролі. Г'ю Джекману запропонували пройти проби на роль Привида, проте він не зміг взяти участь у проєкті через конфлікт робочих графіків мюзиклу і блокбастера «Ван Хелсінг», в якому знімався Джекман. «Мені подзвонили і запропонували пройти прослуховування», — сказав Джекман в одному з інтерв'ю в квітні 2003 року. «Втім, як і 20-ти іншим акторам. На жаль, я був зайнятий тоді. Так я не потрапив у цей проєкт». «Нам потрібен був хтось, у кому відчувається дух рок-н-ролу», — сказав Ендрю Ллойд Веббер. «Він повинен бути жорстким і навіть небезпечним, не обов'язково професійним співаком. Христину тягне до Привида саме тому, що він на одній нозі з небезпекою». Джоелю Шумахеру сподобалася гра Батлера в картині «Дракула 2000». До проб Батлер ніколи не співав професійно і взяв всього чотири уроки співу до того, як виконав арію «The Music Of The Night».
Кіра Найтлі була однією з претенденток на роль Крістіни Дайе. Крім Кіри, серед претенденток також значилася Шарлотта Черч. У березні 2003 року Кеті Голмс була основною претенденткою на роль Христини і навіть брала уроки вокалу, проте режисер вважав її занадто «старою» для цієї ролі. У 2004 році роль відійшла актрисі Енн Гетевей, яка співає міцним сопрано. Але й Гетевей довелося відмовитися від зйомок через конфлікт графіків з фільмом «Щоденники принцеси 2: Як стати королевою», і актриса не могла порушити умови контракту. Нарешті роль отримала Еммі Россум — актриса стала останньою учасницею основного складу, затвердженою на роль. На думку Россум, відносини Привида і Христини нагадують відносини Сьюзенн Фаррелл і Джорджа Баланчина. Еммі було всього 16 років під час зйомок, Вілсону — 30, а Батлеру — 34. Стільки ж було і кіно-версії її героїні: на могилі Христини вказана дата народження 1854, а дія фільму відбувається в 1870.
Мінні Драйвер виконувала своїм голосом тільки одну пісню — «Learn To Be Lonely», в картині оперні партії виконувала Маргарет Прис. Ні Джерард Батлер, ні Еммі Россум до того, як отримали свої ролі, жодного разу не бачили однойменний мюзикл. Джоель Шумахер також не бачив театрального варіанту. Кіаран Хайндс, з яким Шумахер працював над картиною «Полювання на Вероніку», зіграв Ріхарда Фірміні. Рамін Карімлу, який зіграв батька Христини у фільмі, на сцені виконував обидві головні чоловічі ролі — Рауля і Привида.

### Зйомки
Основні зйомки картини проходили з 15 вересня 2003 до 15 січня 2004 року у павільйонах «Pinewood Studios», де була побудована частина декорацій «Palais Garnier». Батлер і Россум почали роботу над картиною зі зйомок номеру «Point Of No Return», які почалися на п'ятий виробничий день і тривали три дні. Основна частина спец-ефектів і декорацій була відтворена на комп'ютері або змодельована в масштабі компанією «Cinesite». Панорами Парижу в музичному номері «All I Ask Of You» були відтворені за допомогою технології Matte Painting, а сліди Привида на снігу були відтворені штучно, а потім зображення балкона збільшено під реальні розміри акторів. «Cinesite» також створили копію гігантського канделябра, що впав у зал на глядачів. Сама люстра важила близько 2,2 тонн і була повністю виготовлена з компонентів «Swarovski»; її ціна — $ 1,3 мільйона.
Виробничий дизайнер Ентоні Д. Дж. Пратт створив будівлю Паризької опери, надихаючись роботами французького архітектора Шарля Гарньє, а також Едґара Деґа, Джона Сінгера Сарджента, Гюстава Кайботта, прерафаелітів і Данте Габрієля Росетті.
Шумахер надихався фільмом «Красуня і Чудовисько» (1946) Жана Кокто, в якому руки, що стирчать зі стін коридору, тримають свічники. Кладовище фільму являло собою відтворені кладовища Пер-Лашез і Монпарнас. Для сцени-маскараду дизайнер Олександра Бірн використовувала чорний, білий, золотий і срібний кольори. У квітні 2004 року аудиторію, присутню на однойменній виставі в Лондоні, попросили затриматися після виступу і записати шумові ефекти для кінокартини.
Для того, щоб загримувати Джерарда Батлера, щодня йшло близько 4 годин — найбільше часу пішло на грим для зйомок останнього епізоду, в якому виконувався номер «Down Once More …», а сам фінал картини знімали тиждень; щоб зістарити Рауля, Патрік Вілсон також проводив кілька годин в гримерці. Режисер Джоель Шумахер хотів домогтися реалізму, тому в сцені пожежі декорації театру дійсно були спалені вщент. Човен під час арії «The Phantom Of The Opera» рухався по спеціальних рейках. Свічки, які піднімаються з води, не відео-ефект: це спеціальні свічки, які запалюються при зіткненні з повітрям. Еммі Россум під час зйомок їла морозиво, бо корсет не давав можливості ковтати іншу їжу. Оркестр, який записав музику для фільму, складався з 105 музичних інструментів. Патрік Вілсон сам виконав всі свої трюки.